# Конституционный референдум в Парагвае (1940)
Конституционный референдум в Парагвае прошёл 4 августа 1940 года для одобрения новой Конституции парагвайского диктатора Эстигаррибия.

## История
В 1939 году президент Хосе Феликс Эстигаррибия распустил парламент и объявил себя абсолютным диктатором. Для усиления своего правительства он отменил действие существующей Конституции и представил новую. Новая Конституция отражала его желания стабильности и власти. Она усиливала государство и исполнительную власть. Президент по ней избирался в ходе прямых выборов сроком на пять лет с возможностью переизбрания на один дополнительный срок. Правительство получало возможность вмешиваться в экономику, контролировать прессу, подавлять частные группы, приостанавливать индивидуальные свободы и принимать исключительные меры для блага государства. Сенат был полностью упразднён, а Палата представителей получала лишь ограниченную власть. Создавался новый консультационный Государственный совет по подобию таковых в Италии и Португалии, который представлял групповые интересы, включая бизнес, фермеров, банкиров, военных и Римско-католической церкви. На военных возлагалась ответственность за соблюдением Конституции.

## Результаты
| Да или нет                 | Голосов | Процент |
| -------------------------- | ------- | ------- |
| Да                         | 170 000 | 92,4 %  |
| Нет                        |         | 7,6 %   |
| Недействительных голосов   |         | – %     |
| Всего голосов              |         | 0 %     |
| Явка                       | 80 %    | 80 %    |
| Источник: Direct Democracy |         |         |